# 戈斯蒂努鄉
44°00′N 26°07′E / 44.000°N 26.117°E
戈斯蒂努鄉（羅馬尼亞語：Gostinu, Giurgiu），是羅馬尼亞的鄉份，位於該國南部，由久爾久縣負責管轄，面積39平方公里，海拔高度20米，2007年人口2,260，人口密度每平方公里58人。